# Вельонткі
Вельонткі (пол. Wielątki) — село в Польщі, у гміні Жонсьник Вишковського повіту Мазовецького воєводства.